# 希伯仑会
希伯仑会（Hebron Mission）是一个独立教会。曾在中国广东省传教。
1919年，希伯仑会在广东有西教士4人，受薪华传道14人，受餐信徒321人。传教站有两处：官山（1911年）、沙头（1913年）。
1934年，希伯仑会在广东南海西樵官山有西教士3人，华传道22人，受餐信徒593人。总理何义思（Miss Ruth Hitchcock）。